# The Mines Resort & Golf Club
The Mines Resort & Golf Club is in Kuala Lumpur, Maleisië. Er is een golfbaan waar drie keer het Malaysian Ladies Open werd gespeeld.
Bij Kuala Lumpur zijn 17 golfclubs, waarvan er drie meer dan 18 holes hebben. Dit zijn  de Royal Selangor Golf Club, de oudste club van Maleisië, de Kuala Lumpur Golf & Country Club uit 1991 en de Glenmarie Golf & Country Club, die net als The Mines in 1993 werd geopend.
In het begin van de 20ste eeuw was op dat terrein nog 's werelds grootste Hong Fatt mijnencomplex waar tin gewonnen werd. De mijnen werden in 1982 gesloten en met behulp van Robert Trent Jones Jr  werd hier in de laatste jaren van de 20ste eeuw een groot meer en een golfbaan aangelegd die in 1993 geopend werd. Sommige oude mijningangen zijn nog te zien. De eerste negen holes gaan door de bossen en de tweede negen langs het meer. De par van de baan is 71. In 1996 verrees het clubhuis.
Eigenaar van het gehele complex is de Mines Excellence Golf Resort Berhad.